# Калевала
Ка́левала (фін. Kalevala) — карело-фінський поетичний епос про подвиги та пригоди героїв казкової країни Калева. Складається з 50 рун (пісень). 
В основу покладено народні епічні пісні. Їх, як матеріал «Калевали», зібрав і обробив Еліас Леннрот (1802–1884). Першу композицію з 32 рун опубліковано в 1835 році, другу, з 50 рун — у 1849 році. На території села Калевала стоїть сосна, під якою, згідно з переказом, він працював.

## Народні пісні (руни)

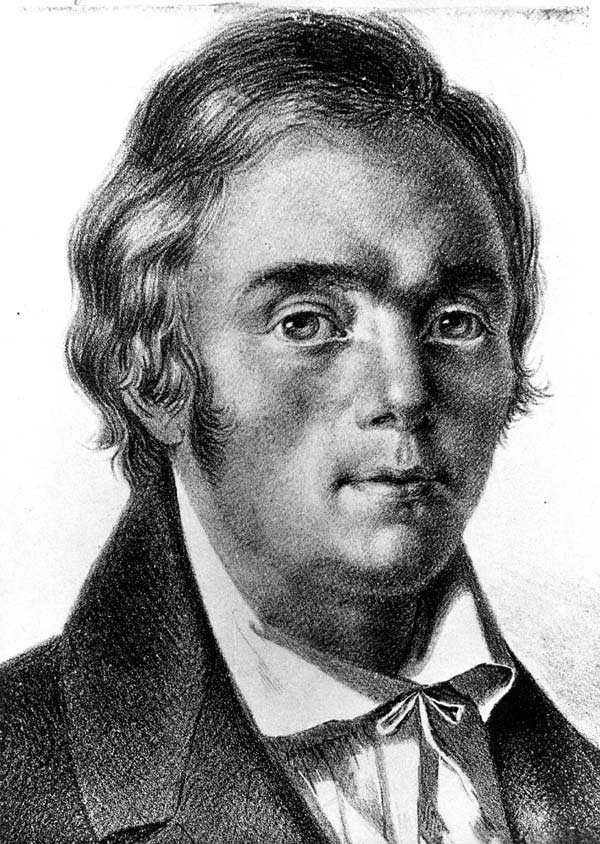
Еліас Леннрот. Художник Кнутсон, 1841 р.

Саме слово «Калевала» як таке — це епічна назва країни, в якій мешкали карело-фінські народні герої. Суфікс la позначає місце проживання, тож Kalevala − це місце проживання Калева, міфологічного родоначальника карело-фінських богатирів Вейнемейнена, Ільмарінена й Леммінкейнена, яких часто називають його синами. Щоб укласти велику поему з 50 частин, Леннрот записував руни — частково епічного, частково ліричного, частково магічного змісту від карельських і фінських селян. Найліпше пам'ятали давні руни в російській Карелії, в Архангельській (прихід Вуоккіньємі) й Олонецькій губерніях (у Реполі й Хімолі), а також у деяких місцевостях Фінської Карелії й на західних берегах Ладозького озера, до Інгрії. Згодом (1888 р.) К. Крон записав багато рун у місцевостях, що на захід від Петербурга, та в Естонії.

## Зміст Калевали

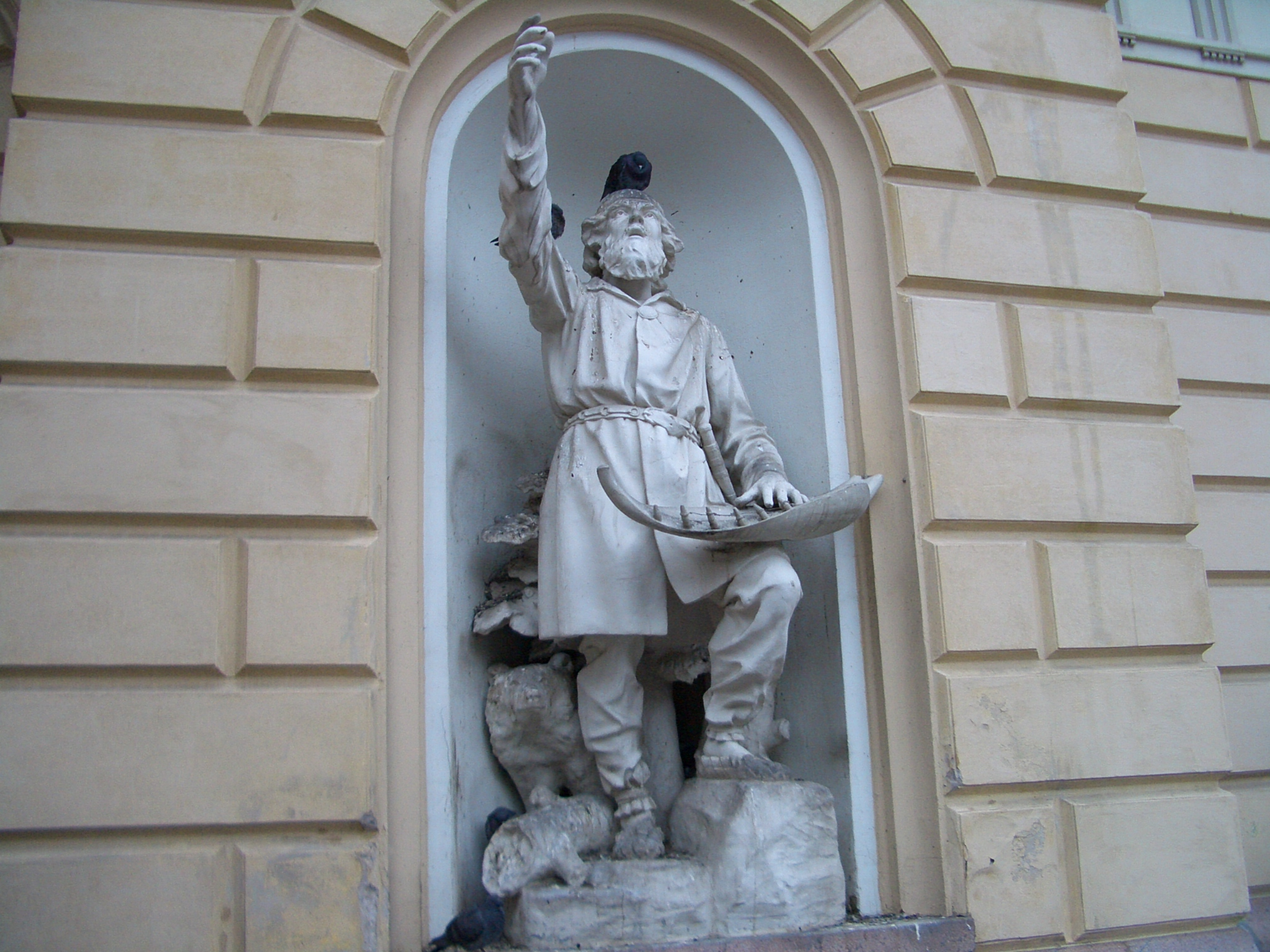
Вейнемейнен зі своїм кантеле, зробленим із щелепи величезної щуки

Справді, в «Калевалі» немає основного стрижня, що пов'язував би між собою всі руни (як, наприклад, в «Іліаді» або «Одіссеї»). Її сюжет напрочуд різноманітний. Відкривається вона оповіддю про створення землі, неба, світил, про те, як Каве, донька повітря, народила головного героя фінів — Вейнемейнена (Väinämöinen), що згодом облаштує землю й посіє ячмінь. Далі йдеться про різні пригоди героя. Вейнемейнен зустрічає чарівну діву Півночі. Діва погоджується стати його нареченою, якщо він зможе створити човен із уламків її веретена. Розпочавши роботу, герой ранить себе сокирою, не може зупинити кров і йде до старого знахаря, якому розповідає переказ про походження заліза. Повернувшись додому, Вейнемейнен піднімає замовляннями вітер і переносить коваля Ільмарінена (Ilmarinen) в країну Півночі, Похйолу, де той, згідно з домовленістю, створює для господині Півночі таємничий предмет, що дає багатство і щастя, — Сампо (руни I—XI).
У наступних рунах (XI—XV) описано випадки з життя героя Леммікейнена (Lemmikeinen), небезпечного звабника жінок і водночас войовничого чарівника. Далі оповідь повертається до Вейнемейнена: про його спуск до пекла, перебування в череві Вііпунена, про здобуття від цього велетня трьох слів, необхідних для створення чарівного човна, вибуття героя до Похйоли, щоби здобути руку північної діви. Втім, вона віддала перевагу ковалеві Ільмарінену, за якого вийшла заміж; весілля описано в подробицях, наведено весільні пісні, у яких ідеться про обов'язки дружини й чоловіка (XVI—XXV).
Дальші руни (XXVI—XXXI) розповідають про пригоди Леммікейнена в Похйолі. Епізод про сумну долю богатиря Куллерво, який, не знаючи про те, звабив власну сестру, внаслідок чого обоє, брат і сестра, наклали на себе руки (руни XXXI—XXXVI), за глибиною почуттів належить до найкращої частини всієї поеми.
Далі оповідь ведеться про спільну справу трьох карело-фінських героїв — здобуття скарбу Сампо з Похйоли, про виготовлення Вейнемейненом кантеле, грою на якій він зачаровує всю природу й прикидає населення Похйоли, про викрадення Сампо героями, про переслідування їх чарівницею — господинею Півночі, про падіння Сампо в море, про діяння Вейнемейнена для рідної країни з допомогою уламків Сампо, про його боротьбу проти різних нещасть і страховиськ, яких наслала господиня Похйоли на Калевалу, про те, як герой чудово грав на новому кантеле, яке створив, коли попереднє упало в море, і повернув сонце та місяць, що їх заховала господиня Похйоли (XXXVI-XLIX).
Остання руна містить народно-апокрифічну легенду про народження дивовижної дитини дівою Мар'яттою (народження Спасителя). Вейнемейнен дає пораду його убити, бо він нібито має стати могутнішим за фінського героя, але двотижневе маля звинувачує Вейнемейнена в несправедливості, і герой, заспівавши востаннє чудову пісню, відпливає назавжди в човні з батьківщини, поступившись маляткові Мар'ятти, визнаному володарю Карелії.
Перший перекладач українською мовою — Євген Тимченко.

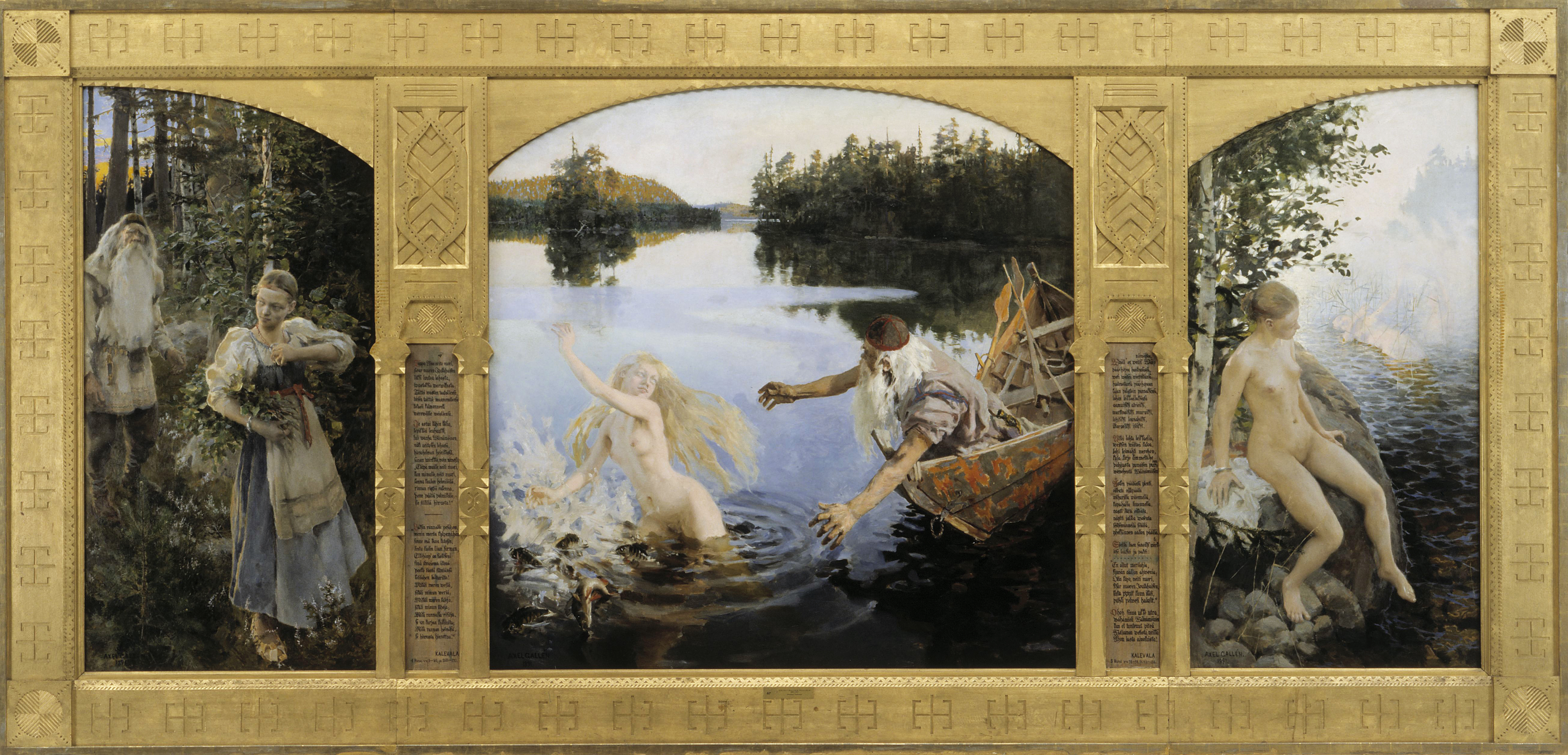
Akseli Gallen-Kallela, Айно-триптих, 1891.

## Вплив на епосотворчість
У XIX—XXI ст. «Калевала» правила за приклад багатьом авторам-укладачам у довершенні великих національних епосів своїх народів. В Україні це «Козаччина», скомпонована Андрієм Шмальком із дум (2006 р.), та «Златоплуг» — Віктором Гребенюком на основі билин київського циклу (2022 р.).